# Rune Ulsing
Rune Ulsing (* 7. Juni 1984) ist ein dänischer Badmintonspieler. 

## Karriere
Rune Ulsing gewann in Dänemark mehrere Nachwuchstitel, bevor er erstmals 2009 mit einem Turniersieg bei den Bulgarian International auf sich aufmerksam machte. 2010 siegte er bei den Dutch International.

## Sportliche Erfolge
| Saison    | Veranstaltung                                    | Disziplin    | Platz | Name                                                     |
| --------- | ------------------------------------------------ | ------------ | ----- | -------------------------------------------------------- |
| 1996/1997 | Dänemark: Einzelmeisterschaften der Junioren U13 | Herreneinzel | 1     | Rune Ulsing, Hvidovre                                    |
| 1996/1997 | Dänemark: Einzelmeisterschaften der Junioren U13 | Herrendoppel | 1     | David Planvig, Værløse / Rune Ulsing, Hvidovre           |
| 1998/1999 | Dänemark: Einzelmeisterschaften der Junioren U15 | Mixed        | 1     | Rune Ulsing, Hvidovre / Marie L. Svendsen, Skovshoved    |
| 1998/1999 | Dänemark: Einzelmeisterschaften der Junioren U15 | Herreneinzel | 1     | Rune Ulsing, Hvidovre                                    |
| 1998/1999 | Dänemark: Einzelmeisterschaften der Junioren U15 | Herrendoppel | 1     | Rasmus Malchiors, Charlottenlund / Rune Ulsing, Hvidovre |
| 1999/2000 | Dänemark: Einzelmeisterschaften der Junioren U17 | Herreneinzel | 1     | Rune Ulsing, Hvidovre                                    |
| 2000/2001 | Dänemark: Einzelmeisterschaften der Junioren U17 | Herreneinzel | 1     | Rune Ulsing, Hvidovre                                    |
| 2001      | Junioren-Europameisterschaft                     | Herrendoppel | 2     | Peter Hasbak / Rune Ulsing                               |
| 2002/2003 | Dänemark: Einzelmeisterschaften der Junioren U19 | Herreneinzel | 1     | Rune Ulsing, Hvidovre                                    |
| 2003      | Junioren-Europameisterschaft                     | Herreneinzel | 2     | Rune Ulsing                                              |
| 2009      | Bulgarian International                          | Herreneinzel | 1     | Rune Ulsing                                              |
| 2010      | Dutch International                              | Herreneinzel | 1     | Rune Ulsing                                              |
| 2010      | Spanish International                            | Herreneinzel | 2     | Rune Ulsing                                              |